# San Jose del Monte

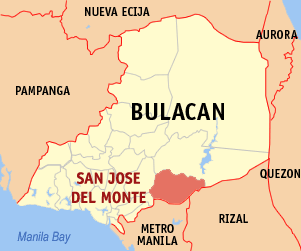
San José del Montes läge i provinsen Bulacan.

San Jose del Monte (officiellt City of San Jose del Monte) är en stad i Filippinerna som ligger i provinsen Bulacan i regionen Centrala Luzon. Den har 315 807 invånare (folkräkning 1 maj 2000).
Staden är indelad i 59 smådistrikt, barangayer, varav 4 är klassificerade som landsbygdsdistrikt och 55 som tätortsdistrikt.